# Copa América de Béisbol 2025
La Copa América 2025 será la decimosegunda edición del máximo torneo de selecciones de béisbol de América, pero la primera de la actual Copa América de Beisbol de la Confederación Panamericana de Béisbol (WBSC Américas) que se disputará del 13 al 22 de noviembre de 2025 en Panamá y Venezuela.

## Historia
Es la segunda vez que el torneo es renombrado como Copa América. La idea de renombrar el torneo como Copa América de béisbol surgió el 11 de julio de 2007, por parte del presidente de la COPABE, Eduardo De Bello, con base en una proposición traída desde la Federación Venezolana de Béisbol. La idea incluía abrirle las puertas al torneo a los mejores jugadores que están en las Grandes Ligas de Béisbol, para lo cual el torneo debería realizarse después de octubre y antes de marzo.
El 4 de julio de 2008 se confirmó la celebración del torneo en Venezuela, sin que se haya ratificado su periodicidad para luego volver a ser renombrado como Campeonato Panamericano en el 2010.
La idea se retomaría en el 2024 con el mismo objetivo pero con una propuesta de mercadeo y difusión mucho más sólida. Durante la celebración de la Serie del Caribe Gran Caracas 2023, la presidenta de la COPABE, Aracelys León, anunció que el torneo se disputaría en 2024 y se esperaba la participación de 12 países en el certamen continental, pero el torneo terminó siendo postpuesto para el 2025. La nueva edición de la Copa América se realizará del 13 al 22 de noviembre del 2025

## Sedes
Dos estadios serán utilizados durante el torneo.
| Grupo A            | Grupo B                |
| ------------------ | ---------------------- |
| Caracas, Venezuela | La Chorrera, Panamá    |
| Estadio Monumental | Estadio Mariano Rivera |
| Capacidad: 38,000  | Capacidad: 10,000      |
|                    |                        |

## Equipos participantes
Para la decimosegunda edición de la Copa América de Béisbol participaran las mejores 12 selecciones de América de acuerdo al ranquin mundial WBSC del 31 de diciembre de 2024.
| Equipos participantes | Equipos participantes | Equipos participantes | Equipos participantes     |
| --------------------- | --------------------- | --------------------- | ------------------------- |
| Brasil (23)           | Cuba (10)             | México (4)            | Puerto Rico (9)           |
| Canadá (22)           | Curazao (26)          | Nicaragua (16)        | República Dominicana (11) |
| Colombia (13)         | Estados Unidos (5)    | Panamá (8)            | Venezuela (3)             |

## Grupos

### Grupo A
| Grupo A              | G | P | PCT | Desempate |
| -------------------- | - | - | --- | --------- |
| Brasil               | 0 | 0 | 0   | 0         |
| Colombia             | 0 | 0 | 0   | 0         |
| Curazao              | 0 | 0 | 0   | 0         |
| República Dominicana | 0 | 0 | 0   | 0         |
| Venezuela            | 0 | 0 | 0   | 0         |
| Panamá               | 0 | 0 | 0   | 0         |

|  |                               |
|  | Clasificado a la super ronda. |

|  |

### Grupo B
| Grupo B        | G | P | PCT | Desempate |
| -------------- | - | - | --- | --------- |
| Canadá         | 0 | 0 | 0   | 0         |
| Cuba           | 0 | 0 | 0   | 0         |
| México         | 0 | 0 | 0   | 0         |
| Nicaragua      | 0 | 0 | 0   | 0         |
| Puerto Rico    | 0 | 0 | 0   | 0         |
| Estados Unidos | 0 | 0 | 0   | 0         |

|  |                               |
|  | Clasificado a la super ronda. |

|  |